# Boards of Canada
I Boards of Canada sono un gruppo musicale scozzese di musica elettronica composto dai fratelli Michael e Marcus Eoin Sandison.
Prendono il nome dai documentari del National Film Board of Canada, citati dal gruppo come una delle loro più grandi influenze.
Come molti altri artisti del genere pubblicano i propri pezzi con la Warp Records.

## Storia del gruppo

### Primi anni e prime produzioni (1986-1999)
I due fratelli Sandison, nati all'interno di una famiglia di musicisti, iniziano a suonare e a comporre insieme fin dall'infanzia. Il gruppo nasce alla fine degli anni ottanta come collettivo di musicisti, ma già nel 1989 sono rimasti soltanto i due fratelli, che pubblicano nel 1995 il loro primo lavoro, Twoism, seguito a ruota da Hi Scores un anno più tardi.
Twoism era inizialmente un demo, pensato per essere distribuito solo alle varie compagnie discografiche e agli artisti che il gruppo, in quel periodo, ascoltava. Ciò spiega perché la prima versione di Twoism sia limitata a 100 copie e sia di alto valore collezionistico. Il mini-album, in realtà, fu una ventata d'aria fresca per coloro che erano stanchi della musica elettronica di allora, principalmente formata da acrobazie jungle e Drum & Bass. Twoism si poneva in contrasto, quindi, alla musica della metà anni novanta, troppo pulita e digitale. Infatti, esso conteneva al suo interno brani con suoni più caldi, nostalgici ed imperfetti.
Dopo aver firmato per la Skam, i Boards of Canada stipulano un contratto con la Warp Records e con essa producono Music Has the Right to Children, con il quale raggiungono il successo ricevendo numerosi premi dalla critica. L'album è rimasto in classifica al 7º posto per tre settimane di seguito in Regno Unito, complici soprattutto brani orecchiabili come Roygbiv, Aquarius e Telephasic Workshop.

### Anni 2000
Nel 2000 viene pubblicato un EP, In a Beautiful Place Out in the Country, composto da 4 tracce malinconiche e nostalgiche che esprimono al meglio l'ormai noto "BoC Style". La title track contiene al suo interno una voce opportunamente campionata che recita "come out and live in a religious community in a beautiful place out in the country". I motivi religiosi, non intesi nella forma prettamente clericale, e i temi della natura compariranno spesso in molti altri brani del duo.
Nel 2002 i Boards of Canada danno alla luce Geogaddi, altro indiscutibile successo denso, al suo interno, di numerosi riferimenti numerologici. L'album è, come anche il precedente, un alternarsi di brani di lunga durata e intermezzi di pochi secondi o minuti, questi ultimi composti da voci campionate, suoni analogici e naturali. Il lancio del disco è stato preceduto da una serie di listening party in sei chiese sparse nel mondo (Londra, Edimburgo, Tokyo, Parigi, New York e Berlino). Stando ad alcune interviste, Geogaddi possiede alle spalle più di 90 canzoni registrate, di cui solo 22 sono entrate a far parte dell'album finale; ciò fa supporre che i Boards of Canada abbiano un repertorio molto ampio di musica inedita.
Nel 2004 il duo collabora con Beck per il remix del brano Broken Drum (tratto dall'album Guero), mentre nel 2005 il duo pubblica The Campfire Headphase. Quest'ultimo album si discosta molto dai suoni precedenti, introducendo elementi acustici come chitarre e limitando l'uso di sintetizzatori. Il risultato è un suono più caldo e maggiormente orecchiabile. Il singolo Dayvan Cowboy esemplifica al meglio il cambiamento di rotta dei Boards of Canada, i quali mantengono comunque inalterato il loro stile. Proprio questo singolo viene inserito in diverse versioni insieme ad altri brani nell'EP Trans Canada Highway, pubblicato nel maggio 2006.
Alla fine del 2009 due cover di brani dei BoC vengono inseriti nella compilation Warp20 (Recreated).

### Anni 2010
Dopo 8 anni di silenzio, il 20 aprile 2013 compare un misterioso vinile, distribuito in sole sei copie, negli USA e negli UK, intitolato ------/------/------/XXXXXX/------/------ e contenente solamente un piccolo jingle che precede una sequenza di 6 numeri, citando le modalità con le quali vengono divulgati i messaggi dalle numbers stations. Le successive sequenze di numeri sono state divulgate su internet, radio e TV in maniera altrettanto misteriosa. Il codice completo, una volta inserito nel sito cosecha-transmisiones.com Archiviato il 23 dicembre 2013 in Internet Archive., appositamente creato, riproduce un filmato che annuncia la pubblicazione del loro quarto disco, Tomorrow's Harvest, avvenuta il 10 giugno 2013. L'album ha delle sonorità più elettroniche e atmosfere più cupe rispetto al precedente lavoro, ciò lo si può notare dal tema centrale rappresentato dal sovraffollamento del pianeta Terra; un indizio in più viene fornito da una frase stampata sul disco della versione in CD, I OVERFLOW MAN.

## Stile musicale
Molte tracce dei Boards of Canada contengono campioni di diversi documentari e film degli anni settanta che, accompagnati dai suoni elettronici degli strumenti di quel periodo, creano quelle atmosfere nostalgiche ed oscure che hanno reso famosa la loro musica. Proprio per tali ragioni, essi vengono annoverati fra i gruppi hauntology.

## Formazione
Attuale
- Mike Sandison (nato il 1º giugno 1970)
- Marcus Eoin (nato Marcus Eoin Sandison il 21 luglio 1971)

Ex membri
- Christopher Horne (accreditato come Chris H., ha collaborato col gruppo fino al 2001)

## Live
I Boards of Canada nella loro carriera hanno suonato molto raramente dal vivo, caratterizzando però i loro live con dei pezzi inediti più che con le loro tracce più famose. Sebbene siano stati presenti spesso a supporto di Autechre e Tortoise negli anni '90, dal 2001 non si sono più presentati su un palco. Oltre ad aver proposto pochi concerti nella loro carriera, i due si sono fatti caratterizzare anche per la loro riservatezza e la loro scarsa propensione a concedere interviste.

## Suono e metodi musicali
Da sempre votati ai filoni ambient techno e IDM nati negli anni novanta, i Boards of Canada hanno fuso ambient, new age, glitch e hip-hop distinguendosi per lo stile al contempo cupo, allucinogeno e nostalgico. Fra le fonti di ispirazione del duo vi sono i documentari degli anni settanta e ottanta nonché gli Autechre, di cui si sentono gli echi specialmente nel primo album Music Has the Right to Children. Il critico Simon Reynolds li inserisce fra gli artisti hauntology per la loro tendenza a rievocare dei ricordi che, pur appartenendo al passato, riappaiono in forma spettrale nel presente, mentre AllMusic li riconosce fra gli artisti electronica.
Pionieri della musica vaporwave come 18 Carat Affair hanno citato come forte fonte d'ispirazione questo gruppo musicale, per via della loro estrema peculiaritá sinfonica.
La musica dei Boards of Canada è prodotta da un misto di sintetizzatori analogici (prevalentemente degli anni '70 e '80) e sintetizzatori moderni, nonché più moderni programmi computerizzati, oltre ad un massiccio uso di campioni dei già citati documentari, che includono spesso voci narranti e suoni naturali. Il risultato è la creazione di un suono nostalgico e a tratti psichedelico (ad es. in Geogaddi), tratto che ha reso i Boards of Canada inconfondibili ed unici nel loro genere.
I loro pezzi sono inoltre ricchi di messaggi subliminali e riferimenti alla numerologia (ad es. Gyroscope)
Come loro principali influenze hanno citato i Cocteau Twins, i My Bloody Valentine .e  Brian Eno

## Curiosità
Le versioni in vinile dei vari album ed EP dei Boards of Canada sono solitamente di alto valore commerciale, seppur non siano mai stati pubblicati in edizione limitata. Su varie piattaforme di vendita online (EBay, Discogs) non è raro trovare loro vinili di seconda mano con prezzi che oscillano tra i 100 e i 200 dollari. Questa particolarità è probabilmente dovuta al fatto che la Warp Records è stata sempre molto riluttante a pubblicare ristampe dei vinili del gruppo, se non soltanto subito dopo la pubblicazione di un nuovo album. Per la ristampa del vinile di Geogaddi è stato necessario attendere 11 anni. In occasione dell'uscita di Tomorrow's Harvest era infatti stato comunicato che ad ottobre e novembre 2013 sarebbero stati ristampati i vinili dei sei maggiori lavori del duo scozzese.

## Utilizzo nei media
- Diverse composizioni dei BoC sono utilizzate per il programma di motori della BBC Top Gear; tra queste 1969 e Pete Standing Alone.
- Dayvan Cowboy è inserita nelle serie Kyle XY e CSI: Miami e nel film Now Is Good.
- Rue the Whirl è inserita in un episodio di Spaced.
- Amo Bishop Roden è utilizzata nel quinto episodio della terza stagione di Skins, mentre Everything You Do Is a Ballon è usata nel decimo episodio della sesta stagione.
- Diverse tracce (tra cui Turquoise Hexagon Sun, Aquarius e Sixtyniner) sono state inserite nelle serie animata Monkey Dust.
- Open the Light è stata usata in un episodio del documentario Horizon.
- David Firth spesso inserisce delle tracce dei BoC nelle sue animazioni. Tra queste, Beware the Friendly Stranger è nella sua serie Salad Fingers.
- Gyroscope è inserita nel film Le conseguenze dell'amore e nel film Sinister.
- Happy Cycling è parte del 12º episodio della seconda stagione di Six Feet Under.

## Discografia

### Album in studio
- 1998 - Music Has the Right to Children
- 2002 - Geogaddi
- 2005 - The Campfire Headphase
- 2013 - Tomorrow's Harvest

### EPs
- 1995 - Twoism
- 1996 - Hi Scores
- 1998 - Aquarius
- 1999 - Peel Session
- 2000 - In a Beautiful Place Out in the Country
- 2006 - Trans Canada Highway

### Singoli
- 1998 - Roygbiv / Telephasic Workshop
- 2013 - Reach for the Dead